# 2023年莫斯科集會
「榮光歸於祖國的捍衛者」（俄語：Слава защитникам Отечества），是2023年2月22日，在俄羅斯莫斯科盧日尼基體育場舉行的集會和音樂會，這是一場涉及政治的戰前集會和音樂會，與俄羅斯祖國保衛者日相關。俄羅斯總統弗拉基米爾·普京在集會上發表了一場為時4分鐘的演講。根據俄羅斯內務部的數據，有超過20萬人參加了這場集會。

## 準備工作
2023年2月10日，根據俄羅斯報紙《RBC》（РБК）援引其消息來源的報導，預計在2023年2月21日俄羅斯總統國情咨文後一天計劃為克里姆林宮舉辦規模宏大的音樂集會，地點為盧日尼基體育場，弗拉基米爾·普京將參與其中。這場盧日尼基體育場的音樂集會被認為是俄羅斯總統國情咨文的某種「延續」，且計劃將其安排盡量接近俄羅斯入侵烏克蘭週年。《俄通社》和《塔斯社》的消息來源也證實了這一計劃，表示將有20萬人參加這場集會音樂會，弗拉基米爾·普京將參與其中。
2023年2月16日，《警笛》（Сирена）雜誌注意到在Telegram頻道和VKontakte群組中發布的關於招募群眾演員參加「獻給2月23日的愛國音樂會」的公告。願意參加的人會被提供500盧布和品牌商品。據群演組織者聲稱，音樂會將有「舉手！」（Руки Вверх!）、菲利普·基爾科羅夫、克拉娃·科卡（Клава Кока）、斯塔斯·米哈伊洛夫（Стас Михайлов）、波琳娜·加加林娜、格里戈里·萊普斯（Григорий Лепс）、尼萊托（Niletto）等人的表演。

## 活動
在體育場上，許多愛國主義象徵被注意到，包括俄羅斯三色旗、印有「德國侵略者去死」字眼的蘇聯軍事單位旗幟。 然而，並未在體育場上看到代表俄羅斯入侵的象徵拉丁字母Z。
Telegram頻道《我們可以解釋》（Можем объяснить）的記者報導稱，在集會音樂會開始前45分鐘，體育場的看台還沒有坐滿「一半」，《排版》雜誌援引其對話者的話說，活動開始時，體育場「幾乎完全坐滿」。愛國音樂集會的參加者抱怨體育場「沒有暖氣，那裡很冷」。
在舞台上登場的都是支持入侵烏克蘭的俄羅斯歌手。格里戈里·列普斯（Григорий Лепс）首先登台演唱了歌曲《祖國—母親》，之後登台的有德米特里·久熱夫（Дмитрий Дюжев）、奧爾加·科爾穆希娜（Ольга Кормухина）和德米特里·卡拉蒂安（Дмитрий Харатьян），他們演唱了電影樂隊的歌曲《血型》；奧列格·加茲馬諾夫（Олег Газманов）演唱了歌曲《軍官們》和《士兵們》，最後一位登台的歌手是薩滿（Shaman），演唱了歌曲《站起來》。 除了歌手外，還有「俄軍老兵」和從烏克蘭被佔領領土綁架而來的烏克蘭兒童登上舞台。這些兒童感謝俄羅斯軍隊的「拯救」。其中兩人的母親在馬里烏波爾圍城戰遭受砲擊而喪生。
在音樂集會開始之前，位於體育場對面的麻雀山上發現鎧甲-S1防空導彈系統。迎接俄羅斯總統弗拉基米爾·普京的是「普京！普京！」的呼喊聲，隨後變成了「俄羅斯！俄羅斯！」的口號。普京發表了一段4分鐘的演講，特別強調「現在正在為我們的人民在我們的歷史邊界上進行一場戰鬥」，其強調全國支持軍隊，並表示「每個人在某種程度上都是祖國的捍衛者」。普京以「當我們團結一致時，沒有人能與我們匹敵。為了俄羅斯人民的團結！」作為演講結尾。在普京演講後開始演奏俄羅斯國歌。據《莫斯科時報》報導，普京所說的許多內容與前一天國情咨文以及他從戰爭開始以來的先前講話相呼應。

## 外部鏈接
- 俄羅斯總統網站的集會影片 （页面存档备份，存于）